# Luperina tiberina
Luperina tiberina là một loài bướm đêm trong họ Noctuidae.